# 鄭茂諶
鄭茂諶（?—?），唐朝官员，出自荥阳郑氏，唐德宗时宰相鄭餘慶的孙子，鄭澣的次子，鄭允謨的弟弟，鄭處誨、郑从谠的哥哥。
鄭茂諶为唐敬宗李湛避讳改名鄭茂休，开成二年（837年）登进士第，四次升职担任太常博士、兵部员外郎、吏部郎中、绛州（今山西省新绛县）刺史，官至秘书监。